# Kamienna (przystanek kolejowy)
Kamienna (biał. Каменная, ros. Каменная) – przystanek kolejowy i mijanka w miejscowości Podlesie Kamienieckie, w rejonie brzeskim, w obwodzie brzeskim, na Białorusi. Leży na linii Kijów – Chocisław – Brześć.
Przystanek istniał przed II wojną światową.